# Kurier Polski (1957–1999)
Kurier Polski – ogólnopolski dziennik popołudniowy wydawany w latach 1957–1999 w Warszawie.

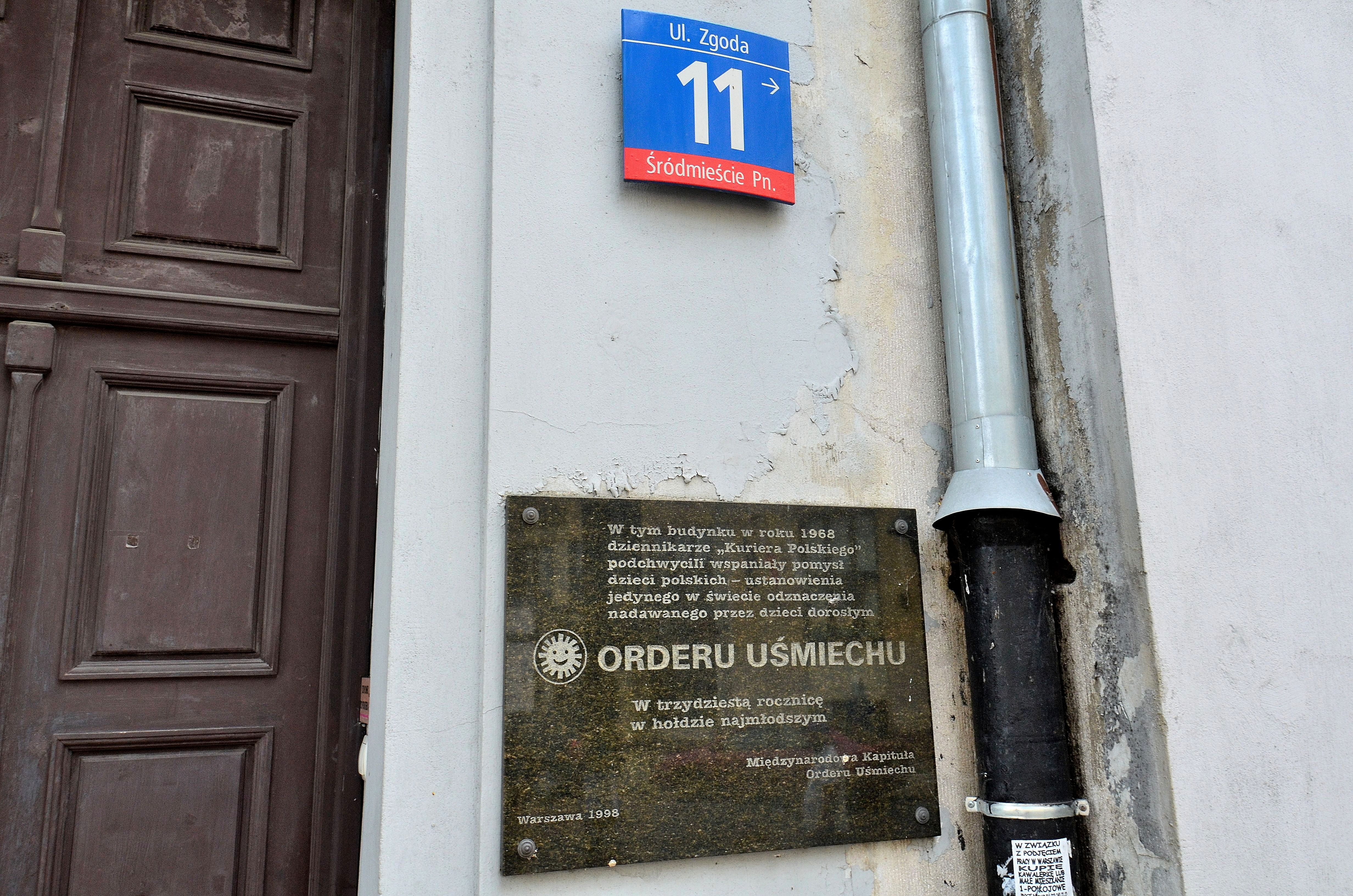
Tablica upamiętniająca ustanowienie w 1968 Orderu Uśmiechu przy wejściu do dawnej siedziby redakcji „Kuriera Polskiego” przy ul. Zgoda 11 w Warszawie

## Historia

### W czasach PRL
Pismo powstało w 1957. Miało siedzibę przy ul. Hibnera (wcześniej i później ul. Zgoda) 11. 
W okresie istnienia Polskiej Rzeczypospolitej Ludowej było organem prasowym Stronnictwa Demokratycznego, wydawanym przez partyjne wydawnictwo „Epoka”, które realizowało ogólne wytyczne centrali, sporo uwagi poświęcając wydarzeniom związanym ze stronnictwem i jego liderami. Gazeta wydawana była w Warszawie równolegle z drugą stołeczną popołudniówką – „Expressem Wieczornym”, z którą rywalizowała w docieraniu do wydarzeń o charakterze sensacyjnym. Redakcja organizowała akcje promocyjne i reklamowe, koncerty, akcje charytatywne, zabawy sylwestrowe dla mieszkańców stolicy. Była inicjatorem konkursów, w tym gazetowych „zdrapek”, rywalizując również na tym polu z „Expressem Wieczornym”. Do atrakcji gazety należały anonse towarzyskie.
Ważnym rokiem w historii gazety był rok 1968. Dziennikarze „Kuriera Polskiego” byli wtedy pomysłodawcami ustanowienia Orderu Uśmiechu. W tym samym 1968 roku artykułem w „Kurierze Polskim” rozpoczęto z powodów politycznych nagonkę na Pawła Jasienicę.
Wydawanie gazety było zawieszone w czasie stanu wojennego od 13 grudnia 1981 do 1 stycznia 1982.

### Sytuacja po 1989
Gazeta pierwsza napisała w lipcu 1991 o aferze w spółce „Telegraf”, powiązanej z braćmi Jarosławem i Lechem Kaczyńskimi. Do końca roku pismo było wciąż związane z SD, uczestniczyło w jego kampanii wyborczej 1991. W 1992 gazetę wykupił właściciel telewizji Polsat. Pismo w tamtej formie uległo likwidacji w 1999, by odrodzić się w 2008. Wtedy to Fundacja Samorządność i Demokracja zaczęła wydawać „Kurier Polski” z podtytułem „Dzień po dniu”. Kontynuacją tej gazety w latach 2009–2010 był „Kurier Polski – wszystko dla wszystkich”. Po sporze wewnętrznym w Stronnictwie Demokratycznym, prawa do tytułu „Kurier Polski – Dzień po dniu” ostatecznie zostały w rękach grupy skupionej wokół Pawła Piskorskiego w Stronnictwie Demokratycznym. Gazeta „Kurier Polski – wszystko dla wszystkich” została zaś w nowo utworzonym Stowarzyszeniu Demokratycznym.